# Małysz-Denkmal (Wisła)

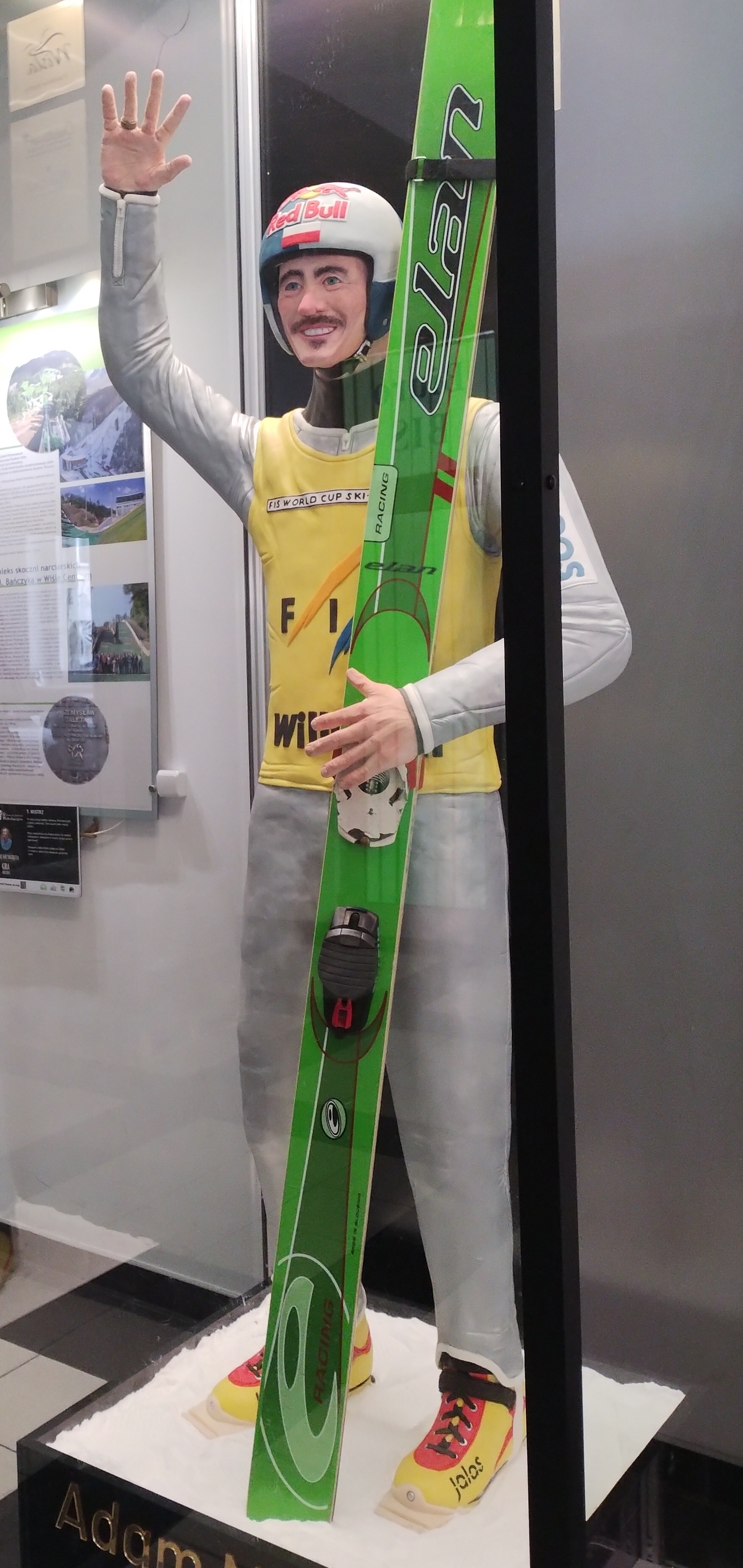
Eine neue Figur, die Adam Małysz darstellt, wurde 2023 enthüllt

Die Schokoladenfigur von Adam Małysz ist eine der Touristenattraktionen von Wisła und ein Symbol für die Beliebtheit des legendären Adlers aus Wisła.

## Geschichte
Die erste Schokoladenfigur von Adam Małysz, des „Adlers von Wisła“, entstand 2001 im Rahmen der sogenannten Małyszomania. Sie wurde von Mitgliedern des Polnischen Konditorenverbandes aus einem 330 Kilogramm schweren Block weißer Schokolade hergestellt. Die Skulptur war 2,5 Meter hoch und wog 180 Kilogramm. Sie wurde von einem Team aus acht Künstlern geschaffen – ihre Arbeitszeit betrug 264 Stunden. Das Werk wurde erstmals am 5. Mai 2001 im Rahmen der Veranstaltung „Majówka z Małyszem“ präsentiert. Es wurde im Saal des Kurhauses im Zentrum von Wisła am Hoffa-Platz ausgestellt. Aufgrund des fehlenden Schutzes wurde die Statue von einem der Fans beschädigt, der ihr ein Ohr abbiss. Im Jahr 2007 wurde die Statue von E. Wedel einer umfassenden Renovierung unterzogen. Bereichert wurde das Werk unter anderem durch neue Ski und die vierte Kristallkugel.
Jahre vergingen. Die Małyszomania und die großen Triumphe des „Adlers von der Weichsel“ wurden zu einer sentimentalen Erinnerung. Im Laufe der Zeit verfiel die Figur, was der zu der Entscheidung führte, sie durch eine neue Skulptur zu ersetzen.
Die neue Figur von Małysz wurde vom Konditor Damian Wiśniewski in der Werkstatt des kreativen Konditors Damian Wiśniewski hergestellt. Zur Herstellung der Skulptur verwendete der Künstler 135 kg Modellierschokolade, die ihm Meister Martini zur Verfügung gestellt hatte. Die Ausführungszeit betrug 432 Stunden. Der neue „Chocolate Małysz“ mit Skiern ist 2,90 m hoch und sein Endgewicht mit Sockel beträgt ca. 175 kg. Die Enthüllung des Werkes fand in Anwesenheit des „Adlers von der Weichsel“ selbst im April 2023 statt.